# Усього шість чисел
Усього шість чисел: Головні сили, що формують Всесвіт (англ. Just Six Numbers: The Deep Forces That Shape the Universe) — науково-популярна книга британського космолога та астрофізика Мартіна Ріса про фундаментальні сили, які керують нашим Всесвітом. Опублікована в 1999 році.

## Зміст
Автор стверджує, що в космології Великого вибуху описують лише шість чисел — N, ε, Ω, λ, Q, D. Ці числа визначають розмір Всесвіту, час його існування, його загальну структуру та властивості.
- N ≈ 1036: відношення електростатичної та гравітаційної сил між двома протонами. N визначає відносну важливість гравітації та електростатичної взаємодії в поясненні властивостей баріонної матерії[2];
- ε ≈ 0,007: частка маси чотирьох протонів, яка вивільняється у вигляді енергії під час їх злиття в ядро гелію. ε керує видіділенням енергії в зорях і визначається константою зв'язку для сильної взаємодії[3];
- Ω ≈ 0,3: відношення фактичної густини Всесвіту до критичної густини, необхідної для того, щоб Всесвіт зрештою схлопнувся під дією сили тяжіння. Ω визначає остаточну долю Всесвіту. Якщо Ω > 1, Всесвіт може зазнати великого стискання. Якщо Ω < 1, Всесвіт може розширюватися вічно[2];
- λ ≈ 0,7: відношення густини енергії, обумовленої космологічною сталою, до критичної густини Всесвіту. Інші позначають цю величину {\displaystyle \Omega _{\Lambda }}[4];
- Q ≈ 10−5: енергія, необхідна для руйнування та розсіювання найбільших відомих структур у Всесвіті, а саме галактичного скупчення або надскупчення, виражена як частка енергії, еквівалентної масі спокою m цієї структури, тобто mc2[5];
- D = 3: кількість макроскопічних просторових вимірів.

N і ε керують фізичними фундаментальними взаємодіями. Ω і λ визначають розмір, вік і розширення Всесвіту. ε визначає астрофізичні процеси, що відбуваються у Всесвіті. Ці п'ять констант мають бути оцінені емпірично. D, з іншого боку, обов’язково є ненульовим натуральним числом і не має невизначеності.
Будь-яка правдоподібна фундаментальна фізична теорія повинна узгоджуватися з цими шістьма константами та повинна або теоретично передбачувати їхні значення, або приймати їх як емпіричні параметри.

## Відгуки
На думку фізика Едварда Колба, факти, викладені у книзі, доступні для розуміння широкому колу читачів, і підійдуть для нефахівців, хоч і професіоналам ця книга буде цікавою. Протягом усієї книги автор узагальнює різнорідні факти в досить переконливе єдине ціле. Мартін Ріс розповідає про зоряний нуклеосинтез, чорні діри, гравітаційну ентропію, розмірність простору, розвиток розуму в нашій біосфері та стрілу часу. Ріс вважає, що деякі з питань, освітлених у книзі, за кілька років отримають фундаментальний розвиток. У своїй книзі автор наголошує на тому, що він тільки в загальних рисах описав погляд на Всесвіт, але багато може змінюватися в міру опрацювання деталей. Це не вплине на фундаментальні ідеї — вони ніяк не зміняться. Мартін Ріс розмірковує про існування інших всесвітів за межами нашого космічного горизонту, висловлюючи свою точку зору, але й справедливо висвітлюючи альтернативні погляди. Хоча Мартін Ріс не згадує спірний антропний принцип, він надає якісне та збалансоване обговорення цієї концепції.
Тім Редфорд заявляє, що, попри існування абсурдно великої кількості книг про те, чому Всесвіт саме такий, який він є, «Усього шість чисел» може стати його улюбленою книгою, завдяки тому, що її основна ідея дуже проста, а структура обмежена, але багата на можливості, як і Всесвіт, описаний у книзі. Стиль автора простий та розмовний, без надлишків. Читач не відчуває поблажливості чи зверхнього тону, хоча автор книги — член Палати лордів, магістр Трініті-коледжу і королівський астроном.